# 166570 Adolfträger
(166570) Adolfträger, denumire internațională (166570) Adolftrager, este un asteroid din centura principală de asteroizi.

## Descriere
166570 Adolfträger este un asteroid din centura principală de asteroizi. A fost descoperit pe 8 septembrie 2002 la Observatorul Kleť, în cadrul proiectului KLENOT. Asteroidul prezintă o orbită caracterizată de o semiaxă mare de 3,23 ua, o excentricitate de 0,09 și o înclinație de 6,6° în raport cu ecliptica.